# Wayuu jezik
Wayuu jezik (guajiro, goajiro, guajira, wayu, uáira, waiu, wayúu, wayuunaiki; ISO 639-3: guc), indijanski jezik porodice aravačkih jezika kojim govori preko 300 000 ljusdi na poluotoku Guajira u Kolumbiji 135 000 (1995 SIL) i Venezueli 170 000 (1995 SIL). Pripadnici etničke grupe najpoznatiji su pod imenom Guajiro ili Goajiro.
Piše se latinicom

## Glasovi
p "t k tS "s S m "n "l[ "r ? h i i~ E E~ e e~ a a~ u u~ O O~ j w

## Vanjske poveznice
- Ethnologue (14th)
- Ethnologue (15th)